# Bababuddinia
Bababuddinia is een geslacht van rechtvleugeligen uit de familie veldsprinkhanen (Acrididae). De wetenschappelijke naam van dit geslacht is voor het eerst geldig gepubliceerd in 1917 door Bolívar.

## Soorten
Het geslacht Bababuddinia omvat de volgende soorten:
- Bababuddinia bizonata Bolívar, 1917
- Bababuddinia dimorpha Henry, 1933